# 原像攻撃
暗号理論において、暗号学的ハッシュに対する原像攻撃（げんぞうこうげき、英:preimage attack）、プリイメージ攻撃または原像探索攻撃とは、特定のハッシュ値を持つメッセージを探索する攻撃のことである。以下の2種類がある。
- (第一)原像攻撃: 与えられたハッシュ値hに対して、hash(m) = hとなるようなメッセージmを探索する[1]。
- 第二原像攻撃: 与えられたメッセージm1に対して、hash(m2) = hash(m1)となるような別のメッセージm2を探索する[1]。

原像攻撃と衝突攻撃の違いは、攻撃対象のハッシュ値またはメッセージがあらかじめ与えられている点である。
nビットのハッシュ関数に対する原像攻撃では、攻撃が成功するまでの試行回数は2nに比例する。一方、誕生日のパラドックスにより、衝突攻撃においてハッシュ値が衝突する任意の2つのメッセージを求めるのに必要な試行回数は2n/2に比例する。